# Няма орхидеи за мис Бландиш
Няма орхидеи за мис Бландиш е криминален роман от британския писател Джеймс Хадли Чейс, написан през 1939 г. Романът е повлиян от американския автор на криминални романи Джеймс Кейн и историите в списание Black Mask.
Няма орхидеи за мис Бландиш провокира сериозни противоречия поради явното изобразяване на сексуалност и насилие. Книгата има голям успех сред критиката и е включена в 100-те книги на 20 век според Монд.
През 1942 г. романът е адаптиран за постановка и е игран повече от 200 пъти в Prince of Wales Theatre в Лондон. През 1948 е адаптиран в британския филм Няма орхидеи за мис Бландиш. Американският филм от 1971 г. Бандата на Грисъм също е базиран на романа, връщайки назад действието към 1931 г. в Канзас.
През 1944, тя става обект на добре известното есе на Джордж Оруел, Рафълс и мис Бландиш, и пародирано от Реймон Кьоно в Ние винаги се отнасяме добре към жените. През 1962 романът е мащабно пренаписан и пренареден от автора, защото смята, че светът от 1939 е твърде далечен за новото поколение читатели. Това означава, че читателите на есето на Оруел няма да разберат много от цитатите и бележките на Оруел, защото те са взети от по-ранното издание.